# ورقة 100 دولار أسترالي
ورقة 100 دولار أسترالي هي أعلى فئة من الدولار الأسترالي أصدرت أول مرة في عام 1984. كان هناك إصداران مختلفان من هذه الورقة: الأولى ورقة فيروزية فاتحة للغاية ثم مايو 1996 ورقة بوليمر خضراء.

## التصميم
أصدرت ورقة 100 دولار يوم الاثنين 31 مارس 1984 على وجه الورقة صورة السير دوغلاس ماوسون مستكشف المنطقة القطبية الجنوبية وفي خلفيتها جبال. وعلى ظهر الورقة عالم الفلك جون تيبوت مع خلفية للمرصد الذي بناه وكنيسة محلية. أصدرت سلسلة البوليمر يوم الأربعاء 15 مايو 1996 وهي من تصميم بروس ستيوارت، على وجه الورقة السيدة نيلي ميلبا والمهندس وعلى ظهرها جنرال الحرب العالمية الأول السير جون موناش وفي الخلفية صور من الحرب العالمية الأولى.
طرح تصميم جديد للأوراق النقدية يوم الخميس 29 أكتوبر 2020 وهو جزء من برنامج الجيل القادم من الأوراق النقدية للبنك الاحتياطي.

## التداول
بلغت عدد أوراق 100 دولار المتداولة في يونيو 2005 وفقًا لإحصائيات بنك الاحتياطي الأسترالي 149 مليونًا، أي 18.5% من إجمالي الأوراق النقدية المتداولة أي ما قيمته 14.924 مليون دولار، أي 41.9% من القيمة الإجمالية لجميع الفئات. ورقة 50 دولار هي الوحيدة التي كان تداولها أكبر من ورقة 100 دولار. تم تداول 337 مليون ورقة نقدية من فئة 100 دولار في يونيو 2017، أي 22% من إجمالي الأوراق النقدية المتداولة؛ بقيمة 33,689 مليون دولار، أي 46% من القيمة الإجمالية لجميع الفئات.

## للاستزادة
- Ian W. Pitt، المحرر (2000). Renniks Australian Coin and Banknote Values (ط. 19th). Chippendale, NSW  [لغات أخرى]‏: Renniks Publications. ص. 171–172. ISBN:0-9585574-4-6.{{استشهاد بكتاب}}:  صيانة الاستشهاد: علامات ترقيم زائدة (link) صيانة الاستشهاد: مكان (link)